# Tom van de Looi
Tom van de Looi (Breda, 2 juli 1999) is een Nederlands voetballer die doorgaans als middenvelder speelt. Hij verruilde in september 2020 FC Groningen voor Brescia Calcio. Hij is een zoon van Erwin van de Looi.

## Loopbaan

### FC Groningen
Van de Looi stroomde in 2018 door vanuit de jeugd van FC Groningen. Hiervoor maakte hij op zondag 21 januari 2018 zijn debuut in het eerste elftal, tijdens een wedstrijd in de Eredivisie uit bij Willem II.

### N.E.C.
In augustus 2019 werd hij voor een seizoen verhuurd aan N.E.C. dat uitkomt in de Eerste divisie. Op 19 augustus maakte hij zijn debuut in de met 3-3 gelijk gespeelde uitwedstrijd tegen Jong Ajax. Zijn seizoensstart was veelbelovend, maar daarna verloor hij zijn basisplaats. Met negentien wedstrijden en één goal keerde hij terug naar Groningen.

### Brescia
In september 2020 maakte Van de Looi de overstap naar het Italiaanse Brescia Calcio dat uitkomt in de Serie B. Op 26 september maakte Van de Looi zijn debuut tegen Ascoli. De wedstrijd eindigde in 1-1.

## Clubstatistieken
| Seizoen     | Club         | Competitie     | Competitie | Competitie | Beker | Beker | Overig | Overig | Totaal | Totaal |
| Seizoen     | Club         | Competitie     | Wed.       | Dlp.       | Wed.  | Dlp.  | Wed.   | Dlp.   | Wed.   | Dlp.   |
| ----------- | ------------ | -------------- | ---------- | ---------- | ----- | ----- | ------ | ------ | ------ | ------ |
| 2017/18     | FC Groningen | Eredivisie     | 16         | 0          | 0     | 0     | —      | —      | 16     | 0      |
| 2018/19     | FC Groningen | Eredivisie     | 17         | 0          | 1     | 0     | 1      | 0      | 19     | 0      |
| 2019/20     | → N.E.C.     | Eerste divisie | 19         | 1          | 0     | 0     | —      | —      | 20     | 1      |
| 2020/21     | Brescia      | Serie B        | 34         | 2          | 0     | 0     | 1      | 0      | 35     | 2      |
| 2021/22     | Brescia      | Serie B        | 30         | 3          | 1     | 1     | 3      | 0      | 34     | 4      |
| 2022/23     | Brescia      | Serie B        | 32         | 1          | 2     | 0     | 2      | 0      | 36     | 1      |
| 2023/24     | Brescia      | Serie B        | 20         | 0          | 0     | 0     | 0      | 0      | 20     | 0      |
| Club totaal | Club totaal  | Club totaal    | 163        | 7          | 4     | 1     | 7      | 0      | 174    | 8      |

Bijgewerkt t/m 6 maart 2024